# NHK函館市内単独中継局
NHK函館市内単独中継局（エヌエイチケイはこだてしないたんどくちゅうけいきょく）は、北海道函館市内に置かれていたNHK函館放送局単独のテレビ中継局である。

## 概要
- 当中継局は、古武井・尻岸内・椴法華・戸井の各中継局が置かれ、該当地区へ電波を発射していた。
- なお、函館市内にある放送所の内、函館山にある基幹放送所については函館基幹放送所を、蛾眉野地区をカバーする中継局については函館蛾眉野中継局を、日浦地区をカバーするNHK単独中継局についてはNHK日浦中継局をそれぞれ参照の事。

## 中継局概要
| チャンネル   | 放送局名     | 空中線 電力 （全局同じ） | ERP                  | 放送対象地域          | 放送区域 内世帯数                   | 偏波面       |
| 古武井中継局 | 古武井中継局 | 古武井中継局             | 古武井中継局         | 古武井中継局          | 古武井中継局                        | 古武井中継局 |
| ------------ | ------------ | ------------------------ | -------------------- | --------------------- | ----------------------------------- | ------------ |
| 59           | NHK 函館総合 | 映像1W/ 音声250mW        | 映像6.3W/ 音声1.55W  | 道南圏 （渡島・檜山） | 約280世帯 ※実際の視聴世帯は10世帯程 | 水平偏波     |
| 62           | NHK 函館教育 | 映像1W/ 音声250mW        | 映像6.3W/ 音声1.55W  | 全国                  | 約280世帯 ※実際の視聴世帯は10世帯程 | 水平偏波     |
| 尻岸内中継局 |              |                          |                      |                       |                                     |              |
| 44           | NHK 函館総合 | 映像1W/ 音声250mW        | 映像1.65W/ 音声420mW | 道南圏 （渡島・檜山） | 不明                                | 水平偏波     |
| 46           | NHK 函館教育 | 映像1W/ 音声250mW        | 映像1.65W/ 音声420mW | 全国                  | 不明                                | 水平偏波     |
| 椴法華中継局 |              |                          |                      |                       |                                     |              |
| 30           | NHK 函館教育 | 映像1W/ 音声250mW        | 映像6.5W/ 音声1.6W   | 全国                  | 不明                                | 水平偏波     |
| 32           | NH 函館総合  | 映像1W/ 音声250mW        | 映像6.5W/ 音声1.6W   | 道南圏 （渡島・檜山） | 不明                                | 水平偏波     |
| 戸井中継局   |              |                          |                      |                       |                                     |              |
| 43           | NHK 函館総合 | 映像1W/ 音声250mW        | 映像1.1W/ 音声270mW  | 道南圏 （渡島・檜山） | 不明                                | 水平偏波     |
| 45           | NHK 函館教育 | 映像1W/ 音声250mW        | 映像1.1W/ 音声270mW  | 全国                  | 不明                                | 水平偏波     |

- ※印の補足…「アナアナ変換」の対象世帯数。

## 中継局置局住所（すべて函館市）
- 古武井中継局…高岱町の30m台地
- 尻岸内中継局…女那川町の30m台地
- 椴法華中継局…銚子町の銚子トンネル上
- 戸井中継局…泊町の北方高地

## 補足
- NHK古武井中継局は、2006年11月下旬に「アナアナ変換」が実施され、総合テレビが43chから、教育テレビが45chからそれぞれ現行chに変更された。
- 地上デジタルテレビジョン放送は、全局函館基幹放送所か室蘭基幹放送所でカバー可能となっているため、2011年7月24日の停波をもって運用を終え、廃局となった。